# Пласітас (округ Сандовал, Нью-Мексико)
Пласітас (англ. Placitas) — переписна місцевість (CDP) в США, в окрузі Сандовал штату Нью-Мексико. Населення — 5041 особа (2020).

## Географія
Пласітас розташований за координатами 35°19′21″ пн. ш. 106°26′37″ зх. д. / 35.32250° пн. ш. 106.44361° зх. д. (35.322628, -106.443643).  За даними Бюро перепису населення США в 2010 році переписна місцевість мала площу 76,92 км², уся площа — суходіл.

## Демографія
Згідно з переписом 2010 року, у селищі мешкало 4977 осіб у 2370 домогосподарствах у складі 1633 родин. Густота населення становила 65 осіб/км².  Було 2556 помешкань (33/км²).
Расовий склад населення:
| - 91,4 % — білих - 1,2 % — корінних американців - 1,0 % — азіатів - 0,9 % — чорних або афроамериканців - 3,3 % — осіб інших рас |

До двох чи більше рас належало 2,2 %. Частка іспаномовних становила 20,9 % від усіх жителів.
За віковим діапазоном населення розподілялося таким чином: 10,6 % — особи молодші 18 років, 66,7 % — особи у віці 18—64 років, 22,7 % — особи у віці 65 років та старші. Медіана віку мешканця становила 56,2 року. На 100 осіб жіночої статі у селищі припадало 96,7 чоловіків;  на 100 жінок у віці від 18 років та старших — 96,7 чоловіків також старших 18 років.
Середній дохід на одне домашнє господарство  становив 93 148 доларів США (медіана — 76 992), а середній дохід на одну сім'ю — 114 757 доларів (медіана — 109 861). Медіана доходів становила 77 661 долар для чоловіків та 50 742 долари для жінок. За межею бідності перебувало 6,7 % осіб, у тому числі 0,0 % дітей у віці до 18 років та 12,4 % осіб у віці 65 років та старших.
Цивільне працевлаштоване населення становило 2564 особи. Основні галузі зайнятості: освіта, охорона здоров'я та соціальна допомога — 20,8 %, науковці, спеціалісти, менеджери — 13,9 %, публічна адміністрація — 9,8 %, мистецтво, розваги та відпочинок — 8,9 %.